# Bobby Skinstad
Robert Brian Skinstad, detto Bobby (Bulawayo, 3 luglio 1976), è un ex rugbista a 15 zimbabwese naturalizzato sudafricano, terza linea di Stormers, Lions e Sharks e campione del mondo nel 2007 con gli Springbok.

## Biografia
Nato nell'allora Rhodesia (oggi Zimbabwe) e cresciuto a Kloof, in Sudafrica, studiò all'università di Stellenbosch della cui squadra di rugby divenne capitano.
Debuttò nel rugby di club con gli Stormers in Super 12, e nel 1997 esordì in Nazionale sudafricana contro l'Inghilterra.
Due anni dopo fu presente alla Coppa del Mondo di rugby 1999, scelto dall'allora C.T. Nick Mallett al posto di Gary Teichmann; il Sudafrica si classificò al terzo posto della manifestazione.
Nel 2003 non prese parte alla Coppa del Mondo a causa di un braccio rotto e dopo la manifestazione si trasferì in Galles, per motivi sia sportivi che professionali che, infine, economici: a fronte delle sole 9 partite disputate in Celtic League con i Newport Gwent Dragons, Skinstad lavorò come commentatore televisivo e si mise alla testa di un gruppo di imprenditori che volevano acquistare un club rugbistico di Londra.
Durante tutta la sua permanenza nel Regno Unito non fu convocato in Nazionale; tornato in patria nel 2007 negli Sharks, ritrovò anche il posto negli Springbok e prese parte alla Coppa del Mondo di rugby 2007, in cui si laureò campione del mondo.
Due settimane dopo la conquista del titolo mondiale Skinstad annunciò il suo ritiro dall'attività agonistica nonostante varie offerte per continuare a giocare, rifiutate al fine di «chiudere la carriera al top»
Skinstad vanta anche diversi inviti nei Barbarians tra il 2004 e il 2006.

## Palmarès
- Coppe del mondo: 1
Sudafrica: 2007